# Stowarzyszenie Sług Katolickich
Katolickie Stowarzyszenie Służby Żeńskiej p.w. św. Zyty – organizacja dobroczynna, opiekująca się dziewczętami pochodzącymi ze wsi. Pracowały one w Krakowie w charakterze służących i wykonywały niskopłatne prace. 
Założona w Krakowie w 1898 r. z inicjatywy nauczycielki i działaczki społecznej Adeli Dziewickiej oraz ks. Włodzimierza Ledóchowskiego. Celem była opieka nad dziewczętami ze wsi, podejmujących pracę u mieszczan. Organizacja posiadała własny statut. Powadziła pośrednictwo pracy, schronisko dla osób pozostających bez pracy, dom pomocy dla starszych i niezdolnych do pracy kobiet, szpitalik dla chorych. Jedną z członkiń była bł. Aniela Salawa. W okresie międzywojennym na potrzeby tworzenia własnych placówek opiekuńczych stowarzyszenie zakupiło cztery kamienice w Krakowie (przy ul. Mikołajskiej 17 i 30, ul. Radziwiłłowskiej 8 i ul. Kopernika 13) oraz dom w Zakopanem i posiadłość na Pasterniku (obecnie w obrębie Krakowa). Źródłem utrzymania były składki członkowskie, prywatne darowizny i dotacje samorządowe. Pewne dochody przynosił także dom (pensjonat) w Zakopanem.
W 1960 r. Urząd Spraw Wewnętrznych Prezydium Rady Narodowej Miasta Krakowa zarządził likwidację majątku Stowarzyszenia. Dom opieki przy ul. Radziwiłłowskiej 8 staje się Państwowym Domem Rencisty, a od 1991 r. Domem Pomocy Społecznej dla Dorosłych.